# Natalia Hitzeroth
Natalia Maximilianovna Hitzeroth (Наталья Максимиллиановна Гицерот, transl. Guitzerot), née le 17 février 1915 à Saratov et morte le 17 septembre 1991 à Moscou, est une actrice soviétique.

## Biographie
Elle naît dans une famille d'Allemands de la Volga. En 1930-1932, elle est engagée dans la troupe du théâtre d'opéra et de ballet de Saratov. Elle part ensuite pour Moscou, afin de suivre les cours de chant du conservatoire de Moscou, jusqu'en 1934. Elle tient son premier rôle d'importance dans le film Djoulbars en 1935. « Une douce image d'une jeune fille timide, réservée et courageuse est créée par N. Hitzeroth dans le rôle de la petite-fille du vieux chef d'orchestre. Le personnage de l'héroïne se révèle en action - lors d'événements dramatiques. »
En 1940, elle est diplômée de l'école d'acteurs du studio de cinéma «Mosfilm». Lorsque la Grande Guerre patriotique est déclenchée, elle est évacuée vers la RSS d'Ouzbékistan. Elle travaille pour le studio de cinéma de Tachkent et au théâtre d'opérette de Tachkent. En 1943-1945, elle se produit sur des scènes de théâtre de front pour les soldats. En 1945-1947, elle travaille pour le Théâtre de l'Estrade de Moscou, et en 1947-1958 pour le Théâtre-atelier d'acteur de cinéma.
En 1958-1984, Natalia Hitzeroth est actrice au Studio Gorki. Elle commence à faire du doublage de films étrangers à partir de 1946. Elle prend sa retraite en 1984.

## Vie privée
Elle épouse en 1939 l'acteur Vladimir Balachov (1920-1996): leur union dure plus d'une dizaine d'années. Elle est mariée ensuite avec l'acteur Antoni Khodourski (1903-1972), artiste du peuple de la RSFSR, dont elle a une fille; mais le mariage ne dure pas longtemps.
Elle est enterrée au cimetière Danilovskoïe de Moscou.

## Filmographie
- 1935 — Trois camarades (Три товарища): la dentiste
- 1935 — Djoulbars (Джульбарс): Péri
- 1939 —  Ceux de dix-sept ans (Семнадцатилетние): Galia
- 1940 — La Loi de la vie (Закон жизни): l'étudiante
- 1941 — Collection de films de guerre n° 8 (Боевой киносборник № 8) (d'après la nouvelle Nuit sur Belgrade): jeune fille serbe
- 1941 — Nouvelles (Новеллы): Doña Uracca (d'après la nouvelle Ciel et Enfer): une des dames d'honneur (nouvelle «Le Porcher»)
- 1942 — Alexandre Parkhomenko (Александр Пархоменко): la jeune fille du port
- 1942 — Collection de films de guerre n° 11 (Боевой киносборник № 11) (nouvelle «Les Araignées»): l'assistante
- 1954 — Nous nous sommes rencontrés quelque part (Мы с вами где-то встречались): femme en vacances
- 1955 — Le Caniche blanc (Белый пудель)[2]: Madame Obolianinova
- 1955 — Volnitsa (Вольница): Marfa Ignatievna, épouse de Matveï Egorovitch (non créditée)
- 1956 — Premières joies (Первые радости): la procureure
- 1957 — Marches raides (Крутые ступени): l'épouse du professeur Proskov
- 1959 — Tavria (Таврия): Sophia Falzfein
- 1961 — Michka, Serioga et moi (Мишка, Серёга и я): la destinataire
- 1963 — Grands et Petits (Большие и маленькие): Rita, la sténodactylo
- 1963 — Si tu as raison (Если ты прав): Vyssotina
- 1964 — Il était une fois un gars (Живёт такой парень): la femme du salon de couture
- 1964 — Petite flamme verte (Зелёный огонёк): accompagnatrice sur le quai de la gare
- 1965 — Une année aussi longue que la vie (Год как жизнь): Madame Antoine
- 1965 — Opération Y et autres aventures de Chourik (Oперация «Ы» и другие приключения Шурика) («Obsession»[3]): la maîtresse du chien[4]
- 1966 — Les Ailes (Крылья): Natalia Maximilianovna
- 1967 — Ils habitent à côté (Они живут рядом): Louzguina
- 1967 — Il n'y a pas besoin de mot de passe (Пароль не нужен): dame dans la queue
- 1970 — Franchis le seuil (Переступи порог): la maman
- 1972 — Ma vie (Моя жизнь): Ajoguina
- 1974 — Skvorets et Lyra (Скворец и Лира): Louisa
- 1977 — Ils sont allés au concours de cuisinier (Приехали на конкурс повара): présidente du comité d'accueil
- 1979 — J'attendrai... (Я буду ждать...): la grand-mère de Nikita
- 1980 — Le Mystère d'Edwin Drood (Тайна Эдвина Друда) (téléfilm d'après Charles Dickens): la bonne de Mr. Sapcey
- 1982 — La Porte Pokrovski (Покровские ворота): auditrice de la conférence d'Orlovitcha